# Estación de Santa Perpètua de Mogoda Riera de Caldes

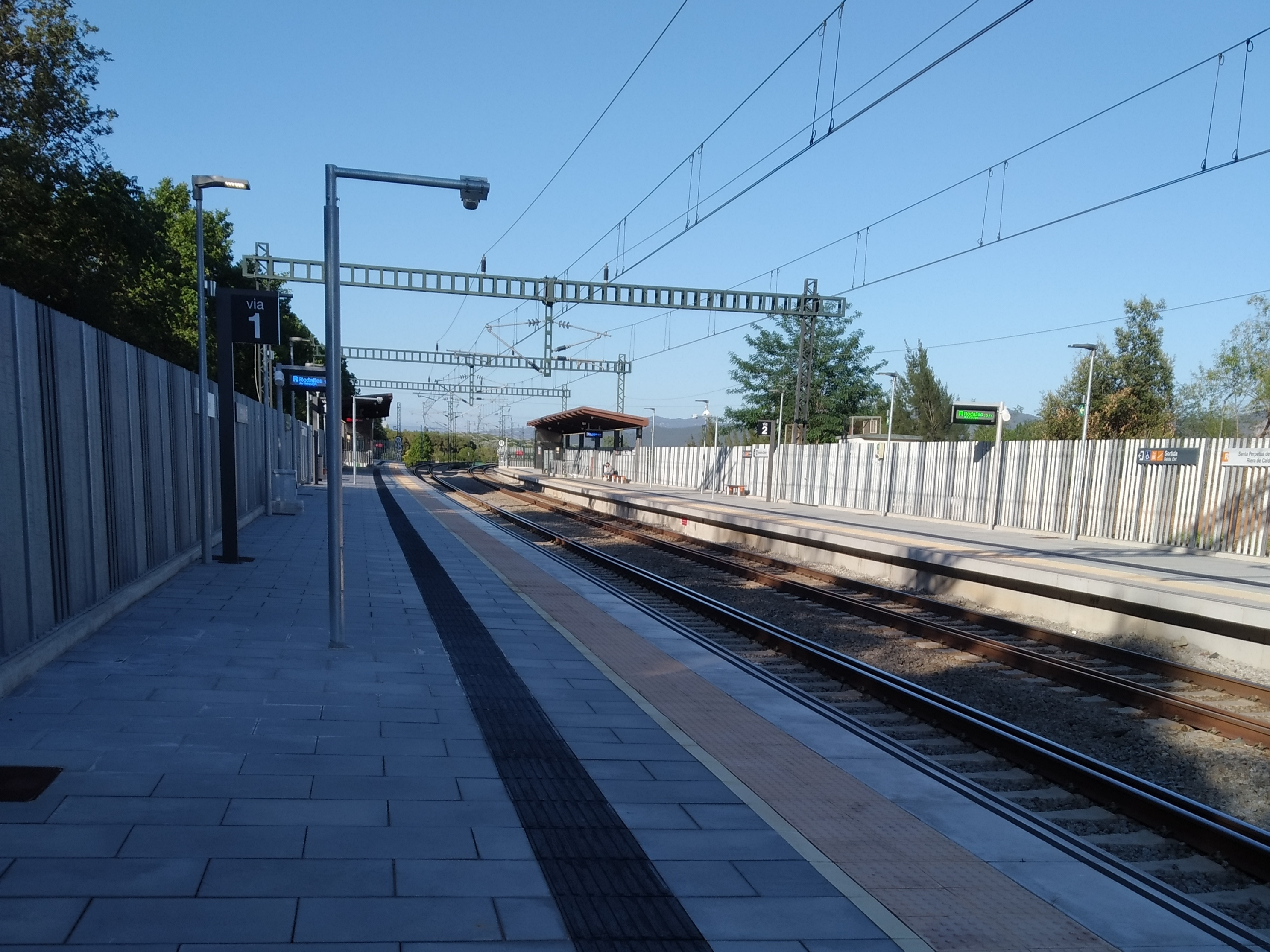
Andenes de la estación.

Santa Perpètua de Mogoda Riera de Caldes es una Estación ferroviaria situada en el municipio español de Santa Perpètua de Mogoda, en la provincia de Barcelona, comunidad autónoma de Cataluña, La estación es propiedad de Adif y forma parte de la línea R8 de Rodalies de Catalunya de Barcelona, además circulan, sin parada, trenes de mercancías. La estación fue inaugurada el 25 de junio de 2022.
[Esta estación no empezó a construirse hasta finales de la década del 2000, aunque la línea de Mollet al Papiol se construyó en 1982, como ferrocarril orbital para evitar que los trenes de mercancías pasaran por Barcelona. Parte de la línea no dio servicio a trenes de pasajeros hasta el año 1995.]  
[Extraído de la Wikipedia en catalán]: https://ca.wikipedia.org/wiki/Estaci%C3%B3_de_Santa_Perp%C3%A8tua_de_Mogoda_Riera_de_Caldes
| << cabecera                    | < estación             | línea | estación >        | cabecera >> |
| ------------------------------ | ---------------------- | ----- | ----------------- | ----------- |
| Rodalies de Catalunya de Renfe |                        |       |                   |             |
| Martorell                      | Cerdanyola Universitat |       | Mollet-San Fausto | Granollers  |